# Barbara Gawdulska
Barbara Gawdulska (ur. 4 października 1957 w Stargardzie Szczecińskim) – polska włókiennik, poseł na Sejm PRL VIII kadencji.

## Życiorys
Technik, brygadzista oddziału szwalni w Zakładach Przemysłu Dziewiarskiego „Luxpol” w Stargardzie Szczecińskim. W 1976 wstąpiła do Związku Socjalistycznej Młodzieży Polskiej. Była bezpartyjną posłanką na Sejm PRL VIII kadencji (1980–1985), wybraną w okręgu wyborczym Stargard Szczeciński. Zasiadała w sejmowych komisjach: Przemysłu Lekkiego, Nadzwyczajnej do rozpatrzenia projektu ustawy o Spółdzielniach i ich Związkach oraz Przemysłu.